# Liste ungarischer Hörfunksender
Die Liste ungarischer Hörfunksender enthält Radiosender, die in Ungarn produziert und ausgestrahlt werden.

## #
- 90.9 Jazzy Rádió

## A
- Abakusz Rádió
- Aktív Rádió
- Alpha Rádió
- Amadeus Rádió
- Aqua Radio Barcs

## B
- Bajai Rádió
- Balaton Rádió
- Bartók Rádió
- Berettyó Rádió
- Best FM
- Best of Rádió
- Budaörs Rádió

## C
- Cegléd Rádió
- Civil Rádió
- Class FM
- Code FM
- Credo Rádió
- Csaba Rádió
- Csillagpont Rádió

## D
- Dankó Rádió
- Debrecen Rádió FM95
- Dió Rádió
- Duna World Rádió

## E
- Első Pesti Egyetemi Rádió
- Érd FM
- Európa Rádió

## F
- Fehérvár rádió
- FeZen Rádió
- FM1 Rádió
- FM7
- FM 90 Campus Rádió
- Forrás Rádió
- Fortuna Rádió
- Friss FM
- Frisss FM

## G
- Gazdasági Rádió
- Gong Rádió
- Győr+ Rádió 100,1

## H
- Halas Rádió
- Helikon Rádió

## I
- InfoRádió
- Isis Rádió

## J
- Juventus Rádió

## K
- Karcag FM
- Kék Duna Rádió
- Kerepes Rádió
- Klasszik Rádió
- Klubrádió
- Kontakt Rádió
- Korona FM100
- Kossuth Rádió
- Kunság Rádió

## L
- Lakihegy Rádió
- Lánchíd Rádió

## M
- Magyar Katolikus Rádió
- Mária Rádió
- MaxiRádió
- Mega Rádió
- Méz Rádió
- Music FM
- Mustár Rádió

## N
- Nap Rádió
- Nemzetiségi Rádió
- Nyugat Rádió

## O
- Ozone FM

## P
- Parlamenti Rádió
- Part FM
- Petőfi Rádió
- Pont Rádió

## R
- Rábaköz Rádió
- Rádió 1 Békéscsaba
- Rádió 1 Orosháza
- Rádió 1 Pécs
- Rádió 24
- Rádió 451
- Rádió 7
- Radio 88
- Rádió Antritt
- Radio Dabas
- Rádió Eger
- Rádió Érd
- Rádió Focus
- Rádió M
- Radio Monošter
- Rádió Most
- Rádió Pont1
- Rádió Q
- Radio Smile
- Rádió Som
- Rádió Sun
- Radio Szarvas
- Rádió Szentendre
- Rádió Top
- Rádió Törökszentmiklós
- Retro Rádió
- Roxy Rádió

## S
- Sárrét FM
- Sirius Rádió
- Star Rádió (ungarisches Programm in Rumänien)
- Sunshine Rádió
- Szakcsi Rádió
- Szent István Rádió
- Szinva Rádió

## T
- Tamási Rádió
- Táska Rádió
- Tilos Rádió
- Tisza-tó Rádió
- Torony Rádió
- Trió Rádió

## V
- Var FM
- Vörösmarty Rádió

## Z
- Zöld Hullám Rádió (ZHR)